# Elezioni presidenziali in Siria del 2007
Le elezioni presidenziali in Siria del 2007 si tennero il 27 maggio.
La Costituzione siriana prevedeva che il Presidente dovesse essere scelto dal Partito Ba'th, e che la sua candidatura dovesse essere approvata prima dal Consiglio del popolo e poi dal popolo siriano tramite referendum; il 10 maggio, il Consiglio del popolo aveva scelto all'unanimità Bashar al-Assad, segretario del Partito Ba'th e figlio dell'ex-Presidente Hafez al-Assad. La sua candidatura fu approvata dal popolo col 97,62% dei consensi, e quindi egli ottenne un secondo mandato di sette anni.

## Risultati
| A favore        | 11 199 445 | 99,82 |  |  |  |  |  |  |
| Contro          | 19 653     | 0,18  |  |  |  |  |  |  |
| Totale          | 11 219 098 | 100   |  |  |  |  |  |  |
|                 |            |       |  |  |  |  |  |  |
| Voti non validi | 253 059    | 2,21  |  |  |  |  |  |  |
| Votanti         | 11 472 157 | 95,86 |  |  |  |  |  |  |
| Elettori        | 11 967 611 |       |  |  |  |  |  |  |

## Conseguenze
Il referendum fu visto da molti come una semplice formalità e fu boicottato dall'opposizione. I partiti politici di opposizione furono proibiti, a meno che non fossero legati al Partito Ba'th. Secondo alcuni, il dissenso sarebbe stato punito con la prigione e con intimidazioni. Si diceva che la paura di una vendetta da parte del governo fosse stata ampiamente diffusa. Alcuni accusarono Assad di corruzione, arresti di massa contro i dissidenti e soppressione dell'attivismo democratico.
I membri della Dichiarazione di Damasco affermarono di voler emendare la Costituzione per permettere elezioni più libere, ma furono ignorati. L'avvocato siriano Haitham al-Maleh dichiarò: "c'è un solo candidato, e questo non è assolutamente un processo salutare". Tom Casey, portavoce del Dipartimento di Stato degli Stati Uniti d'America affermò: 
"Sono sicuro che il Presidente Assad si sta godendo la vittoria della sua abilità nell'aver battuto nessun altro candidato e continua il suo governo dispotico sulla Siria" e che "Chiaramente non c'era libera scelta per il popolo siriano".
Il Ministro dell'Interno Bassam Abdel Majeed dichiarò "Questo grande consenso dimostra la maturità politica della Siria e la nostra meravigliosa democrazia", mentre il governo descrisse l'affluenza come "enorme". Il Ministro dell'Informazione, Muhsen Bilal, dichiarò "Abbiamo la nostra democrazia e ne siamo orgogliosi".